# Beatriz Alducin
Beatriz Alducin, es una actriz y modelo mexicana.

## Biografía
México.

## Distinciones
- Mejor actriz AMCI 2018